# Moufida Tlatli
Moufida Tlatli (árabe tunecino مفيدة التلاتلي; Sidi Bou Said, 4 de agosto de 1947-7 de febrero de 2021) fue una directora de cine tunecina. Fue la primera mujer árabe en dirigir un largometraje completo (Los silencios del palacio) en el mundo árabe.

## Biografía
Nació en Sidi Bou Saïd, suburbio de la capital, Túnez, en 1947. Dijo que descubrió su amor por el cine con la ayuda de su profesora de filosofía. Después de graduarse en el Institut des hautes études cinématographiques (IDHEC) en 1968, regresó a Túnez, donde trabajó como editora para diferentes películas tunecinas.
Ha editado algunas de las películas más importantes del cine árabe, como Omar Gatlato de Merzak Allouache, Nahla de Farouk Belloufa, La Mémoire fertile de Michel Khleifi y Halfaouine de Férid Boughedir.
Dirigió su primer largometraje, Los silencios del palacio, en 1994. La película fue aclamada por la crítica y ganó varios premios: La Cámara de Oro del Festival de Cannes, el Tanit de Oro de Cartago, el Trofeo Sutherland del British Film Institute Awards, el Premio Internacional de la Crítica del Festival Internacional de Cine de Toronto y el Tulipán de Oro del Festival Internacional de Cine de Estambul. Su segunda película, La temporada de los hombres, se proyectó en la sección Un certain regard en el Festival de Cine de Cannes de 2000.
Tras la caída del presidente Zine El Abidine Ben Ali en 2011, Tlatli fue nombrada Ministra de Cultura en el gobierno provisional.

## Filmografía

### Editor
| - 1972: En La Tierra De Trannani - 1974: Sajnène - 1974: La Victoria De Un Pueblo - 1976: Fatma 75 - 1977: Omar Katlato - 1978: Un Ballón y Sueños - 1979: Nahla - 1980: Aziza - 1982: Sombras Di La Tierra - 1983: Cruces - 1984: Errantes Del Desierto | - 1986: Árabe - 1987: Camára Arabe - 1988: El Rastro - 1989: Leila Es Mi Razón - 1990: El Canto de La Roca - 1990: Halfaouine: Niño De La Terrazas - 1992: Los Hipster De La Ola - 1994: La Danza Del Fuego - 1994: Los Silencios Del Palacio - 2000: La Temporada De Los Hombres - 2004: Nadia y Sarra |

### Director
- 1994: Los Silencios Del Palacio
- 2000: La Temporada De Los Hombres
- 2004: Nadia y Sarra

### Escritora
- 1994: Los Silencios Del Palacio
- 2000: La Temporada De Los Hombres
- 2004: Nadia y Sarra